# Pheak Rady
Pheak Rady (22 gennaio 1989) è un calciatore cambogiano, di ruolo difensore.